# Краснопір Ігор Вячеславович
Ігор Вячеславович Краснопір (нар. 1 грудня 2002, Київ, Україна) — український футболіст, нападник львівських «Карпат». Учасник Олімпійських ігор 2024 у складі олімпійської збірної України.

## Клубна кар'єра
Народився в Києві. У ДЮФЛУ з 2016 по 2021 рік виступав за столичні ДЮСШ-21, «Моноліт», «Арсенал» та «Чемпіон». Дорослу футбольну кар'єру розпочав у травні 2021 року в складі аматорського клубу «Юніор» (Макарів), який виступав у чемпіонаті Київської області. Також у 2021-му календарному році виступав у вище вказаному турнірі за «Калинівку».
У серпні 2022 року підписав свій перший професійний контракт, з «Оболонню». У футболці київського клубу дебютував 27 серпня 2022 року в нічийному (0:0) виїзному поєдинку 1-го туру групи «Б» Першої ліги України проти черкаського ЛНЗ. Ігор вийшов на поле в стартовому складі, на 87-й хвилині отримав жовту картку та був замінений на Сергія Машталіра. Першим голом у професійному футболі відзначився 3 вересня 2022 року на 90-й хвилині переможного (2:1) домашнього поєдинку 2-го туру групи «Б» Першої ліги України проти СК «Полтава». Краснопір вийшов на поле в стартовому складі та відіграв увесь матч. У сезоні 2022/23 років провів 19 матчів (3 голи) у Першій лізі та допоміг команді підвищитися в класі. На початку липня 2023 року разом з 14-ма іншими гравцями продовжив угоду з «пивоварами».
У Прем'єр-лізі України дебютував 28 липня 2023 року в нічийному (0:0) домашньому поєдинку 1-го туру проти ковалівського «Колоса». Ігор вийшов на поле в стартовому складі, а на 69-й хвилині його замінив Ростислав Тарануха.
Наприкінці червня 2024 року офіційно стало відомо про трансфер Ігора з «Оболоні» до «Руху», нападник зберіг номер 95 в новій команді.

## Кар'єра в збірній
У листопаді 2022 року вперше викликаний до молодіжної збірної України як резервного гравця напередодні товариських матчів проти Ізраїлю та Грузії. У футболці української «молодіжки» дебютував 21 листопада 2022 року в нічийному (1:1) виїзному товариському поєдинку проти Грузії. Краснопір вийшов на поле в стартовому складі, а на 84-й хвилині його замінив Данило Гончарук.
8 вересня 2023 року вийшов на поле на 46-й хвилині у складі молодіжної збірної України проти збірної Німеччини, замінивши Богдана В'юнника.
12 вересня 2023 року вийшов на поле на 68-й хвилині у складі молодіжної збірної України в матчі проти Північної Ірландії, замінивши Богдана В'юнника. Віддав гольовий пас на 70-й хвилині матчу.
12 жовтня 2023 року забив гол у ворота Люксембургу на 45'+4' хвилині, підсумковий результат матчу 3:0.
18 травня 2024 року стало відомо склад Олімпійської збірної України з футболу, до якої також був викликаний Ігор. Вже 16 червня тріумфував на Турнірі Моріса Ревелло у складі збірної. 3 липня потрапив в остаточний склад Олімпійської збірної для участі в Літніх Олімпійських іграх 2024 року у Франції
27 липня 2024 року на груповому етапі Олімпіади з футболу вийшов на заміну у другому таймі та під завісу додаткового часу, на 90+8 хвилині відзначився голом від передачі Олега Федора, чим і приніс перемогу своїй команді.